# Murugoti
Murugoti är ett periodiskt vattendrag i Burundi. Det ligger i den centrala delen av landet, 110 km öster om huvudstaden Bujumbura.
I omgivningarna runt Murugoti växer huvudsakligen savannskog. Runt Murugoti är det ganska tätbefolkat, med 108 invånare per kvadratkilometer.